# Christian Karembeu
Christian Lali Karembeu (ur. 3 grudnia 1970 na Lifou, Nowa Kaledonia) – francuski piłkarz, reprezentant kraju, mistrz świata i Europy, zdobywca Pucharu Europejskich Mistrzów Krajowych.

## Pochodzenie
Pochodzi z Nowej Kaledonii (francuskiego terytorium zamorskiego), gdzie mieszkał na wyspie Lifou. Przyszedł na świat w rodzinie wielodzietnej (18 dzieci). Jego dziadek ze strony ojca (Willy Karembeu) należał do grupy wojowników przedstawianych zwiedzającym Paryżanom w Jardin d'Acclimatation podczas Wystawy Kolonialnej w 1931.

## Kariera piłkarska
Grał jako obrońca lub defensywny pomocnik. Na rodzinnej wyspie trenował jako junior w klubie FC Gaïtcha. Od 1990 występował w lidze francuskiej w zespole FC Nantes (do 1995). Z klubem tym świętował mistrzostwo Francji w 1995 oraz osiągnął finał krajowego pucharu (1993), występując łącznie w 130 meczach ligowych. W 1995 przeniósł się do Sampdorii, a w 1997 do Realu Madryt (1998 i 2000 wygrana w Lidze Mistrzów). W kolejnych latach grał w angielskim Middlesbrough F.C. (2000/2001), greckim Olympiakos SFP (2001–2004, mistrzostwo Grecji 2002 i 2003), szwajcarskim Servette FC (2004), francuskim SC Bastia (2005). W październiku 2005 ogłosił zakończenie kariery sportowej. Obecnie jest skautem Arsenalu Londyn na Australię i Oceanię.
Znaczące sukcesy odniósł w piłce reprezentacyjnej. W latach 1992–2002 wystąpił w 53 meczach zespołu narodowego i miał udział w zdobyciu mistrzostwa świata przez Francję na Mundialu w 1998. Grał również w zwycięskim zespole w finałach Mistrzostw Europy w 2000, ale występował już wówczas znacznie rzadziej (jeden mecz w turnieju finałowym). W 2001 zdobył także z zespołem narodowym Puchar Konfederacji.

## Życie prywatne
Od grudnia 1998 do marca 2011 jego żoną była słowacka modelka Adriana Sklenaříková.